# Логический тип
Логи́ческий тип да́нных, или булев тип, или булевый тип (от англ. Boolean или logical data type) — примитивный тип данных в информатике, принимающий два возможных значения, иногда называемых истиной (true) и ложью (false). Присутствует в подавляющем большинстве языков программирования как самостоятельная сущность или реализуется через численный тип данных. В некоторых языках программирования за значение истина полагается 1, за значение ложь — 0.
Название типа Boolean получило в честь английского математика и логика Джорджа Буля, среди прочего занимавшегося вопросами математической логики в середине XIX века.

## Реализация
Булев тип данных может быть реализован и храниться в памяти с использованием только одного бита, но обычно используется минимальная адресуемая ячейка памяти (обычно байт или машинное слово), как более эффективная с точки зрения быстродействия единица хранения при работе с регистрами процессора и оперативной памятью.

## Доступные операции с этим типом данных
К этому типу данных применимы следующие операции, в скобках указаны символические обозначения операций в некоторых популярных языках программирования:
- И (логическое умножение) (AND, &, *),
- ИЛИ (логическое сложение) (OR, |, +),
- исключающее ИЛИ (сложение с переносом) (xor, NEQV, ^),
- эквивалентность (равенство) (EQV, =, ==)
- инверсия (NOT, ~, !)
- сравнение (>, <, <=, >=)

Также могут использоваться и другие операции булевой алгебры, например, стрелка Пирса или штрих Шеффера. Большинство языков программирования позволяют использовать булев тип переменных и констант и в арифметических операциях, предварительно приводя его к численному типу, согласно принятым в языке правилам преобразования типов.

## Применение
Традиционным применением булева типа данных являются значения «да»/«нет» в отношении результата сравнение чисел в более сложных операциях.
Все операции сравнения двух величин — вещественных и целых переменных или константы с переменной (равно, больше, меньше), функции проверки принадлежности вхождения некоторого элемента в множество и проверка на непустоту пересечения множеств возвращают в качестве результата булев тип.

## Реализация в различных языках программирования

### Ada
Язык программирования Ada определяет Boolean в пакете Standard как нумерованный тип со значениями False и True в котором False < True.
```
type
 
Boolean
 
is
 
(
False
,
 
True
);

p
 
:
 
Boolean
 
:=
 
True
;

if
 
p
 
then

   
...

end
 
if
;

```

Родственные операторы (=, /=, <, <=, >, >=) применяются ко всем нумерованым типам, включая Boolean. Булевы операторы and, or, xor и not применимы к типу Boolean и любым объявленным подтипам. Булевы операторы также применимы к массивам, содержащим значения Boolean.

### Algol
Algol 60 имеет тип данных boolean и соответствующие операторы, установленные в спецификации Algol 60. Тип данных был сокращён до bool в ALGOL 68.

### C
В языке программирования C, который не предоставлял булевых значений в C89 (но вводит в C99) вместо значений true/false было установлено сравнение значения с нулём. Для примера, код:
```
if
 
(
bool_variable
)
 
printf
(
"True!
\n
"
);

else
 
printf
(
"False!
\n
"
);

```

равнозначен коду:
```
if
 
(
bool_variable
 
!=
 
0
)
 
printf
(
"True!
\n
"
);

else
 
printf
(
"False!
\n
"
);

```

Это было честно для целочисленного типа данных (integer); тем не менее, бинарные значения чисел с плавающей запятой (floating-point) были приближёнными к выводимым на экран десятичным значениям, и это давало ошибки при сравнении. Традиционно, целое содержало одну (или более) булеву переменную (одну на каждый разряд целого).

### Haskell
В языке Haskell булев тип данных реализован как простейший алгебраический тип данных:
```
data
 
Bool
 
=
 
False
 
|
 
True

```

В стандартном модуле Data.Bool для него определены функции &&, || и not.

### Python
В языке Python булев тип данных обозначается как bool, для приведения других типов данных к булеву существует функция bool(), работающая по следующим соглашениям:
- строки: пустая строка — ложь, непустая строка — истина;
- числа: нулевое число — ложь, ненулевое число (в том числе и меньшее единицы) — истина;
- списки и кортежи: пустой список (кортеж) — ложь, непустой (даже содержащий один элемент, например пустой кортеж) — истина;
- функции — всегда истина.

Для других объектов результат рассчитывается через метод __nonzero__, который в идеале должен возвращать значения True или False.
Булев тип приводится к следующим типам данных:
- строковый: True для истины, False для лжи;
- числовой (встроенные типы int и float): 1 для истины, 0 для лжи.

К другим типам данных булев тип не приводится.
В Python 2.6 есть интересная особенность — можно переопределить значение True на False и наоборот, написав всего лишь:
```
True
 
=
 
False

```

или, вариант для всей области видимости
```
__builtins__
.
True
 
=
 
False

```

что может привести к весьма неожиданному поведению интерпретатора или IDLE. В Python 3 данная возможность была ликвидирована — True и False считаются зарезервированными, как и слово None.

### Pascal
Описание переменных:
```
var
 
a
,
 
b
 
:
 
Boolean

```

Арифметические операции над булевыми недопустимы, но допустимы логические операции: Not, And, Or, Xor, операции отношения = (равно), <> (не равно) и функции Ord, Pred, Succ.
```
var

  
A
,
 
B
:
 
Byte
;

  
C
,
 
D
,
 
E
,
 
F
:
 
Boolean
;

begin

  
A
 
:=
 
Ord
(
False
)
;
 
{A=0}

  
B
 
:=
 
Ord
(
True
)
;
 
{B=1}

  
C
 
:=
 
Pred
(
False
)
;
 
{ошибка}

  
D
 
:=
 
Pred
(
True
)
;
 
{D=False}

  
E
 
:=
 
Succ
(
False
)
;
 
{E=True}

  
F
 
:=
 
Succ
(
True
)
;
 
{ошибка}

end
.

```

### Ruby
В Ruby булев тип представлен двумя предопределенными переменными: true и false. Появляется логический тип в результате логических операций или вызова логических методов. По традиции, имя логических методов (то есть методов, которые возвращают значение true или false) заканчивается на «?».
В качестве false может выступать nil, а в качестве true — любой объект, в том числе переменная со значением «0» или пустая строка, что часто является неожиданностью для новичков.